# Centrum služeb pro neslyšící a nedoslýchavé
Centrum služeb pro neslyšící a nedoslýchavé (zkráceně CSNN) je česká obecně prospěšná společnost se sídlem v Moravské Ostravě. Jejím cílem je poskytovat podporu a pomoc neslyšícím a nedoslýchavým v Moravskoslezském kraji. Dále uskutečňuje vzdělávání a osvětu odborné i laické veřejnosti o problematice spojené se sluchovým postižením. Je také členem Asociace veřejně prospěšných organizací v ČR (AVPO). Tiskovým mluvčím organizace je od roku 2020 Miroslav Kindel, moderátor pořadu Odezřeno.

## Historie
CSNN vzniklo koncem roku 2013 transformací z regionálního poradenského centra s registrovanými sociálními službami Svazu neslyšících a nedoslýchavých v ČR.

## Činnost
Centrum poskytuje ambulantní i terénní tlumočnické služby. Součástí služeb je také základní sociální poradenství pro neslyšící a nedoslýchavé v Moravskoslezském kraji. Služby centra jsou bezplatné.
Mimo to pořádá pro osoby se sluchovým postižením vzdělávací, kulturní a sportovní akce. Mezi významné akce patří Galavečer neslyšících a také dětský tábor pro neslyšící děti, který pořádá společně s Oblastní unií neslyšících Olomouc.
Organizace také poskytuje tlumočení do českého znakového jazyka na veřejných akcích pořádané městy či krajem. Případně poskytuje tlumočnické služby na akcích, které pořádají další organizace.
Rovněž organizuje vzdělávací programy pro odbornou i laickou veřejnost se zaměřením na komunikaci se sluchově postiženými a výuku znakované češtiny a českého znakového jazyka. Pro odbornou veřejnost jsou tyto kurzy akreditované u Ministerstva práce a sociálních věcí.

## Financování
CSNN je financováno zejména z dotací Ministerstva práce a sociálních věcí a dotací statutárního města Ostrava. Část jeho příjmů tvoří také dotace obvodů města Ostravy, dalších obcí a sponzorské dary.